# ほしの瑞希
ほしの 瑞希（ほしの みずき、11月26日 - ）は、日本の漫画家。三重県出身。血液型O型。

## 略歴
- 漫画家になる以前は、病院栄養士の仕事をしていた[2]。
- 2016年 - 第52回マーガレットまんがゼミナールSUPERにおいて、準入選しデビューした[2]。

## 作品リスト
全て集英社、マーガレットコミックス（DIGITAL）から刊行されている。
- 俺がつきあってやるよ[3]（2016年、全2巻）
  1. 2017年12月1日発売[4]、『マーガレット』2016年16号[5] - 17号
  2. 2017年12月1日発売[6]、『マーガレット』2016年18号 - 19号
- ほれたはれたで尾行した[注 1]（2016年 - 2017年、全5巻）
  1. 2017年12月1日発売[7]、『マーガレット』2016年24号[8][9]
  2. 2017年12月1日発売[10]、『マーガレット』2017年1号 - 2号
  3. 2017年12月1日発売[11]、『マーガレット』2017年3・4合併号 - 5号
  4. 2017年12月1日発売[12]、『マーガレット』2017年6号 - 7号
  5. 2017年12月1日発売[13]、『マーガレット』2017年8号 - 9号
- モトサヤ（2017年 - 2018年、全2巻）
  1. 2017年11月24日発売[14][15]、『マーガレット』2017年16号[16][17] - 21号、ISBN 978-4-08-845852-6
  2. 2018年2月23日発売[18]、『マーガレット』2017年22号、24号 - 2018年5号[19]、ISBN 978-4-08-845890-8
- みにあまる彼氏（2018年 - 2021年、全13巻）
  1. 2018年8月24日発売[20][21]、『マーガレット』2018年10号[22][23] - 15号、ISBN 978-4-08-844084-2
  2. 2018年11月22日発売[24]、『マーガレット』2018年17号 - 22号、ISBN 978-4-08-844123-8
  3. 2019年2月25日発売[25]、『マーガレット』2018年23号 - 2019年5号、ISBN 978-4-08-844169-6
    - 日下部くんの夏休み[26]（描きおろし）

  4. 2019年6月25日発売[27]、『マーガレット』2019年6号 - 12号、ISBN 978-4-08-844211-2
    - 日下部くんの重すぎる恋愛相談室（『マーガレット』2019年2号[28]、6号[26]）

  5. 2019年9月25日発売[29]、『マーガレット』2019年13号 - 18号、ISBN 978-4-08-844244-0
  6. 2019年12月25日発売[30][31]、『マーガレット』2019年19号 - 22号、24号 - 2020年1号、ISBN 978-4-08-844275-4
  7. 2020年4月24日発売[32]、『マーガレット』2020年2号 - 8号[33]、ISBN 978-4-08-844325-6
    - みにあまる彼氏 番外編[34][35]（『マーガレット』2020年3・4合併号）
    - 人はそれを「嫉妬」と呼ぶ。（描きおろし）

  8. 2020年7月22日発売[36]、『マーガレット』2020年9号 - 15号、ISBN 978-4-08-844397-3
    - 井上くん（描きおろし）
    - #みにあまる彼氏神推しコピー

  9. 2020年10月23日発売[37]、『マーガレット』2020年16号 - 21号[38]、ISBN 978-4-08-844409-3
  10. 2021年2月25日発売[39]、『マーガレット』2020年22号 - 2021年3・4合併号、ISBN 978-4-08-844438-3
  11. 2021年5月25日発売[40]、『マーガレット』2021年5号 - 10・11合併号、ISBN 978-4-08-844445-1
    - みにあまる彼氏 番外編（『マーガレット』2021年5号別冊ふろく『プレマ!〜PREMIUM MARGARET〜』[41]、7号[42]）

  12. 2021年8月25日発売[43]、『マーガレット』2021年12号 - 17号、ISBN 978-4-08-844514-4
    - みにあまる彼氏 番外編[44]（『マーガレット』2021年15号）

  13. 2021年12月24日発売[45]、『マーガレット』2021年18号[46][47] - 23号[48]、ISBN 978-4-08-844568-7
    - みにあまる彼氏 番外編[47]（『マーガレット』2021年18号）
    - 初体験前のシャワーにて（描きおろし）
    - いろはが寝た後の日下部くん（描きおろし）
    - 実際のところ紙1枚では結婚できない件（描きおろし）
    - 春希くんの腕時計（描きおろし）
    - いろは、実はモテる説①（描きおろし）
    - いろは、実はモテる説②（描きおろし）
    - 海外組（描きおろし）
    - カップル達のその後（描きおろし）
    - この3人のその後（描きおろし）
    - その他の人達のその後（描きおろし）
    - もみじからいろはへ（描きおろし）
- たいがー&どらごん〜幼馴染3人のおたわむれ日和〜（『マーガレット』2022年5号[49][50] - 2023年8号[51]、全4巻）
  1. 2022年6月23日発売[52][53]、『マーガレット』2022年5号[49][50] - 10・11合併号、ISBN 978-4-08-844658-5
    - みにあまる彼氏 番外編 みにあまる妻[54]（『マーガレット』2022年3・4合併号）

  2. 2022年9月22日発売[55]、『マーガレット』2022年12号 - 17号、ISBN 978-4-08-844695-0
  3. 2023年1月25日発売[56]、『マーガレット』2022年19号 - 24号、ISBN 978-4-08-844735-3
  4. 2023年4月25日発売[57]、ISBN 978-4-08-844769-8
- 不可抗力のI LOVE YOU（『マーガレット』2023年17号[58] - 、既刊6巻）
  1. 2023年11月24日発売[59]、ISBN 978-4-08-844845-9
  2. 2024年4月24日発売[60]、ISBN 978-4-08-844876-3
  3. 2024年8月23日発売[61]、ISBN 978-4-08-844885-5
  4. 2024年12月24日発売[62]、ISBN 978-4-08-843076-8
  5. 2025年4月24日発売[63]、ISBN 978-4-08-843126-0
  6. 2025年7月25日発売[64]、ISBN 978-4-08-843155-0

### イラスト
- （タイトルなし（『ときめきメモリアル Girl's Side 4th Heart』））[65][66][67]（ときめきメモリアル Girl's Sideファンの漫画家のイラスト）

### その他
- 水晶玉子の夢を叶える60アニマル占い えと村のゆかいな仲間たち[68]（2021年11月5日発売[69][70][71][72][73]、著者：水晶玉子、イラスト：森月あめ、ISBN 978-4-08-790055-2）
  - ネズミ農園の住民さんに起こるかもしれないキュン♥エピソードまんが（描きおろし）
- きみと花火[74][75]（『yoi』2022年9月10日配信[76][77]、読み切り“生理”マンガ）

### 単行本未収録作品
- もしかして もしかしたら もしかするかもしれません（『ザ マーガレット』2016年8月号、デビュー作。）

## 関連人物
- 須賀千夏 - 日本の漫画家、同期デビュー者。[要出典]